# コッリ・ヴェルディ
コッリ・ヴェルディ（伊: Colli Verdi）は、イタリア共和国ロンバルディア州パヴィーア県にある、人口約1,000人の基礎自治体（コムーネ）。
2019年1月1日にカネヴィーノ、ルイーノとヴァルヴェルデが合併して新自治体が発足した。

## 地理

### 位置・広がり

#### 隣接コムーネ
隣接するコムーネは以下の通り。括弧内のPCはピアチェンツァ県所属を示す。
- アルタ・ヴァル・ティドーネ (PC)
- ボルゴラット・モルモローロ
- フォルトゥナーゴ
- モンタルト・パヴェーゼ
- モンテカルヴォ・ヴェルシッジャ
- ロッカ・デ・ジョルジ
- ヴァル・ディ・ニッツァ
- ヴァルツィ
- ヴォルパーラ
- ザヴァッタレッロ

### 気候分類・地震分類
気候分類では、zona F, 3100 GGに分類される。
また、イタリアの地震リスク階級 (it) では、zona 3 (sismicità bassa) に分類される
。

## 行政

### 分離集落
コッリ・ヴェルディには以下の分離集落（フラツィオーネ）がある。
- Bozzola, Ca del Matto, Ca del Zerbo, Calghera, Canavera, Canevino, Carmine Passo, Carmine Bivio, Casa Andrini, Casa d'Agosto, Casa Porri, Casa Zanellino, Caseo, Colombara, Costa Trentini, Fontana, Mandasco, Moglio, Mombelli, Montelungo, Montù Berchielli, Pometo (sede comunale), Ruino, Torre degli Alberi, Valverde